# Пешек, Якуб
Я́куб Пе́шек (чеш. Jakub Pešek; род. 24 июня 1993[…], Глинско) — чешский футболист, полузащитник.

## Клубная карьера
Свою футбольную карьеру начал в клубе 5-го дивизиона «Глинско» из одноимённого города, в 2008 году перешёл в пражскую «Спарту». Осенью 2014 года он настолько преуспел в юниорской лиге, что получил приглашение в первую команду «Спарты». Под руководством тренера Витезслава Лавички он дебютировал в Первой лиге в метче со Словацко, в котором «Спарта» выиграла со счётом 2:0. В составе первой команды также сыграл в нескольких товарищеский матчах и в двух матчах Кубка Чехии. Однако так и не закрепился в составе «Спарты».
В январе 2015 года отправился в аренду на полтора сезона с опцией выкупа в клуб «Динамо» из Ческе-Будеёвице. В конце срока «Динамо» воспользовалось этой опцией, и Пешек стал официально игроком клуба.
С 2018 по 2021 годы выступал за либерецкий «Слован», за который сыграл 92 матча и забил 15 мячей.
Летом 2021 года вернулся в «Спарту», подписав с клубом трёхлетний контракт.

## Карьера в сборной
7 сентября 2020 года сыграл свой первый матч за главную сборную страны со сборной Шотландии в рамках Лиги наций. В этом же матче отметился забитым мячом. Матч закончился поражением чехов со счётом 1:2. В 2021 году вошёл в состав сборной на Евро-2020.

### Статистика выступлений за сборную
| Матчи за сборную Чехии | Матчи за сборную Чехии | Матчи за сборную Чехии | Матчи за сборную Чехии | Матчи за сборную Чехии | Матчи за сборную Чехии  | Матчи за сборную Чехии |
| ---------------------- | ---------------------- | ---------------------- | ---------------------- | ---------------------- | ----------------------- | ---------------------- |
| №                      | Дата                   | Оппонент               | Счёт                   | Голы                   | Соревнование            |                        |
| 1                      | 7 сентября 2020        | Шотландия              | 1:2                    | 1                      | Лига наций 2020/21      |                        |
| 2                      | 8 июня 2021            | Албания                | 3:1                    | -                      | Товарищеский матч       |                        |
| 3                      | 2 сентября 2021        | Беларусь               | 1:0                    | -                      | Отборочный матч ЧМ-2022 |                        |
| 4                      | 5 сентября 2021        | Бельгия                | 0:3                    | -                      | Отборочный матч ЧМ-2022 |                        |
| 5                      | 8 сентября 2021        | Украина                | 1:1                    | -                      | Товарищеский матч       |                        |
| 6                      | 8 октября 2021         | Уэльс                  | 2:2                    | 1                      | Отборочный матч ЧМ-2022 |                        |
| 7                      | 11 октября 2021        | Беларусь               | 2:0                    | -                      | Отборочный матч ЧМ-2022 |                        |
| 8                      | 11 ноября 2021         | Кувейт                 | 7:0                    | 2                      | Товарищеский матч       |                        |
| 9                      | 16 ноября 2021         | Эстония                | 2:0                    | -                      | Отборочный матч ЧМ-2022 |                        |
| 10                     | 29 марта 2022          | Уэльс                  | 1:1                    | -                      | Товарищеский матч       |                        |
| 11                     | 2 июня 2022            | Швейцария              | 2:1                    | -                      | Лига наций 2022/23      |                        |
| 12                     | 5 июня 2022            | Испания                | 2:2                    | 1                      | Лига наций 2022/23      |                        |
| 13                     | 9 июня 2022            | Португалия             | 0:2                    | -                      | Лига наций 2022/23      |                        |
| 14                     | 12 июня 2022           | Испания                | 0:2                    | -                      | Лига наций 2022/23      |                        |